# Idées Fixes - Dies Irae (Variations sur le même sujet)
Idées Fixes - Dies Irae (Variations sur le même sujet) és una pel·lícula grega dirigida per Antouaneta Angelidi i estrenada el 1977.

## Argument
Un estudi de la representació del cos femení en l'art contemporani (René Magritte, Max Ernst, etc.) per demostrar que el gènere és una construcció social.

## Repartiment
- Josy Delettre

## Premis
- Contra-festival de Cinema Grec de 1977 : dues mencions d'honor (millor director jove i premi d'investigació cinematogràfica per a la Unió Panhel·lènica de Crítics de Cinema (PEKK))